# Rubus parthenocissus
Rubus parthenocissus är en rosväxtart som beskrevs av Trávn. och Josef Holub. Rubus parthenocissus ingår i släktet rubusar, och familjen rosväxter. Inga underarter finns listade i Catalogue of Life.